# Didelphodiplostomum variable
Didelphodiplostomum variable är en plattmaskart. Didelphodiplostomum variable ingår i släktet Didelphodiplostomum och familjen Diplostomatidae. Inga underarter finns listade i Catalogue of Life.